# Richard Brock
Richard Brock (Spuren des Bösen) è una miniserie televisiva tedesco-austriaca.
La serie è formata da sette distinti film TV con protagonista il medico viennese Richard Brock, specializzato in psicologia legale, interpretato da Heino Ferch.

## Episodi
| nº | Titolo originale              | Titolo italiano                         | Prima TV Austria | Prima TV Germania | Prima TV Italia |
| -- | ----------------------------- | --------------------------------------- | ---------------- | ----------------- | --------------- |
| 1  | Spuren des Bösen              | Richard Brock - Sulle tracce del male   | 5 gennaio 2011   | 10 gennaio 2012   | 30 giugno 2012  |
| 2  | Spuren des Bösen - Racheengel | Richard Brock - L'angelo della vendetta | 27 ottobre 2012  | 30 novembre 2012  | 2 agosto 2014   |
| 3  | Spuren des Bösen - Zauberberg | Richard Brock - Nessuno è senza colpa   | 4 dicembre 2013  | 13 gennaio 2014   | 9 agosto 2014   |
| 4  | Spuren des Bösen - Schande    | Richard Brock - Anatomia di un segreto  | 15 novembre 2014 | 19 gennaio 2015   | 11 agosto 2018  |
| 5  | Spuren des Bösen - Liebe      | Richard Brock - Il prezzo della resa    | 17 febbraio 2016 | 29 febbraio 2016  | 14 ottobre 2018 |
| 6  | Spuren des Bösen - Begierde   | Richard Brock - Anatomia del desiderio  | 4 marzo 2017     | 6 marzo 2017      | 16 agosto 2019  |
| 7  | Spuren des Bösen - Wut        | -                                       |                  | 29 gennaio 2018   |                 |

## Personaggi e interpreti
- Heino Ferch: Richard Brock